# Округ Нокс (Индијана)
Округ Нокс (енгл. Knox County) је округ у америчкој савезној држави Индијана.

## Демографија
По попису из 2010. године број становника је 38.440, што је 816 (-2,1%) становника мање 2000. године.
| Група             | 2000.          | 2010.          |
| Белци             | 37.667 (96,0%) | 36.154 (94,1%) |
| Афроамериканци    | 728 (1,9%)     | 1.009 (2,6%)   |
| Азијати           | 203 (0,5%)     | 215 (0,6%)     |
| Хиспаноамериканци | 322 (0,8%)     | 590 (1,5%)     |
| Укупно            | 39.256         | 38.440         |